# سيدة صغيرة
سيدة صغيرة (بالإيطالية: Signorinella) هو فيلم كوميدي إيطالي لعام 1949 من إخراج ماريو ماتولي وبطولة جينو بيشي.

## روابط خارجية
- سيدة صغيرة على موقع IMDb (الإنجليزية)
- سيدة صغيرة على موقع قاعدة بيانات الفيلم (الإنجليزية)
- سيدة صغيرة على موقع ليتربوكسد (الإنجليزية)
- سيدة صغيرة على موقع كينوبويسك (الروسية)